# Hubie Halloween
Pour plus de détails, voir Fiche technique et Distribution.
Hubie Halloween est une comédie américaine réalisé par Steven Brill, sorti en 2020 sur Netflix. Le film a été dédié à la mémoire de Cameron Boyce.

## Synopsis
Hubie, un employé de supermarché pas fûté, et détesté par la plupart des membres de la ville, se retrouve accusé d'un meurtre commis le soir d'Halloween dans la sinistre ville de Salem.

## Résumé Détaillé
Hubie Dubois est un employé idiot du rayon charcuterie d'un supermarché à Salem, Massachusetts qui est ridiculisé par presque toute la ville, et est la cible de nombreuses blague alors que ses bouffonneries agacent les sergents de police Steve Downey et Blake, et le père Dave, un prêtre. Hubie passe son temps pendant Halloween à surveiller la ville en tant que vigile officiel d'Halloween.
La veille d'Halloween, Hubie rencontre son étrange nouveau voisin Walter Lambert, et des nouvelles se répandent dans la ville à propos de Richie Hartman, un condamné et ami d'enfance de Hubie qui s'est enfui d'un établissement psychiatrique local.
Le lendemain c'est Halloween ; Hubie travaille comme surveillant d'Halloween et enquête sur la maison de Walter après avoir reçu un témoignage de Lester de bruits étranges. Après avoir signalé cela à la police, il est "recruté" par Downey comme "AUU" (Agent de pénétration). Hubie pense que cette mission est réelle, mais c'est vraiment quelque chose que Steve dit à Hubie dans l'espoir que cela le dissuadera de le déranger.
Hubie se rend à une fête d'Halloween locale pour surveiller les activités. Cependant, cela tourne vite au vinaigre. Hubie est amenée à entrer dans un labyrinthe de maïs à la suite de rapports sur un enfant perdu. Le jeune collègue de Hubie, Mike, le suit dans l'espoir de l'effrayer. Hubie trouve Mike et le voit se faire entraîner dans le labyrinthe puis disparaître.
Hubie porte son attention sur un drive-in. Les anciens camarades de classe de Hubie, Lester et Mary Hennessey, effraient Hubie après de faux rapports d'activité suspecte dans l'une des voitures du drive-in (qui se révèlent être des trompeurs conduits par M. Hennessey pour lancer des œufs sur Hubie). Il s'enfuit dans les bois et retrouve Walter. Walter pense qu'il se transforme en loup-garou et poursuit Hubie dans une maison hantée supervisée par Chantal Taylor.
M. et Mme Hennessey sont enlevés et le Sgt. Downey est alerté. À la maison hantée, Hubie voit un Husky, pensant que c'est Walter dans sa forme finale. Le Husky se précipite alors dans la maison hantée et Hubie le poursuit à l'intérieur. Il est finalement démontré que le Husky est le chien de compagnie de Miss Taylor, Buster. Pete Landolfa entre pour effrayer Hubie, mais est enlevé devant lui. Le sergent Downey arrive et suggère au maire Benson d'annuler Halloween. Hubie pense que c'est Walter le ravisseur, mais ensuite Blake appelle Downey en déclarant que Walter est au poste de police avec Richie qui s'est rendu, qui révèle également que le vrai nom de Walter est Nick Hudson. Richie s'était échappé, voulant ramener Walter à l'établissement psychiatrique pour qu'ils appellent le centre de traitement des loups-garous. Downey, Benson et Dave conviennent que Hubie est le ravisseur, pensant qu'il se venge de ses intimidateurs. Il s'enfuit et se rend à une station de radio.
DJ Aurora dit à Hubie que quelqu'un appelle beaucoup plus que lui, demandant toujours une chanson pour Hubie. Ils pensent tous à l'ex-femme de Downey, Violet Valentine. Le numéro de téléphone qui a appelé se révèle être dans la maison de Hubie qui y court, espérant que sa mère va bien. Il est révélé que la mère de Hubie a enlevé Pete, Mike et les Hennessey pour se venger d'avoir tourmenté Hubie et prévoit de les brûler vifs. Il les sauve au moment où la police, les médias, Nick et Richie arrivent, mais ils sont toujours ingrats envers lui. Sa mère gronde alors Pete, Mike et les Hennessey pour tout ce qu'ils ont fait à Hubie et qui admettent qu'ils étaient jaloux de lui pour diverses raisons. La mère de Hubie disparaît soudainement après avoir utilisé l'astuce de Frankenstein.
Un an plus tard, Hubie est marié à Violet, est le nouveau maire de Salem, et ses nouveaux enfants adoptifs vont fêter Halloween déguisés comme des gens qu'il connaît. Ayant gagné le respect des habitants, Hubie se rend en ville à vélo avec Downey pour l'escorter et se prépare pour les festivités d'Halloween.

## Fiche technique
- Titre original et français : Hubie Halloween
- Réalisation : Steven Brill
- Scénario : Adam Sandler et Tim Herlihy
- Costumes : Wendy Chuck
- Photographie : Seamus Tierney
- Production : Adam Sandler
- Société de production : Happy Madison Productions
- Société de distribution : Netflix
- Pays d'origine : États-Unis
- Langue originale : anglais
- Format : couleur
- Genre : comédie
- Sortie :
  - Monde : 7 octobre 2020 sur Netflix

## Distribution
Sauf indication contraire, les informations mentionnées dans cette section peuvent être confirmées par la base de données cinématographiques IMDb,  présente dans la section « Liens externes ».
- Adam Sandler (VF : Serge Faliu) : Hubie Dubois
- Kevin James (VF : Gilles Morvan) : le sergent Steve Downey
- Julie Bowen (VF : Gaëlle Savary) : Violet Valentine
- Ray Liotta (VF : Emmanuel Jacomy) : M. Landolfa
- Steve Buscemi (VF : William Coryn) : Walter Lambert
- Rob Schneider : Richie Hartman
- Maya Rudolph (VF : Déborah Perret) : Mme Hennessey
- Tim Meadows (VF : Thierry Desroses) : Lester Hennessey
- Michael Chiklis (VF : Jean-François Aupied) : le père Dave, résident de Salem
- June Squibb (VF : Marie-Martine) : Mme Dubois
- George Wallace (VF : Saïd Amadis) : le maire Benson
- Kenan Thompson (VF : Jean-Rémi Tichit) : le sergent Blake
- Shaquille O'Neal (VF : Asto Montcho) : DJ Aurora
- Ben Stiller (VF : Maurice Decoster) : Hal L.
- Jackie Sandler (VF : Soizic Fonjallaz) : Tracy Phillips
- Karan Brar (VF : Victor Quilichini) : Mike Mundi, collègue de Hubie
- Noah Schnapp (VF : Tom Trouffier) : Tommy
- Sadie Sandler : Danielle
- Sunny Sandler : Cooky
- Paris Berelc (VF : Diane Kristanek) : Megan McNally
- China Anne McClain (VF : Aurélie Konaté) : Miss Taylor
- Kym Whitley (en) (VF : Laurence Charpentier) : Louise, la fermière
- Lavell Crawford (VF : Yannick Lassere) : Dan, le fermier
- Blake Clark : Tayback the Cook
- Peyton Roi List (VF : Mathilda Dieutre)  : Peggy
- Melissa Villaseñor (en) : Karen
- Betsy Sodaro (en) : Bunny
- Colin Quinn : le concierge
- Dan Patrick (en) : le directeur de l'école élémentaire

Version française : 
- Adaptation des dialogues : -

 Source et légende : version française (VF) sur RS Doublage